# شعبية الكفرة
شعبية الكفرة هي أكبر شعبيات ليبيا مساحة. تقع في جنوب شرق البلاد ومركزها الإداري الكفرة.

## أهم المدن
- الكفرة، الجوف.الهوارى .الطلاب .الجوف الغربى .الجوف الشرقية ، تازربو، ريبيانة، بزيمة.

وسميت بالواحات لاشتهارها بزراعة التمور.

## وصلات خارجية
- خبار بلادي.. ليبيا.. شعبية الكفرة